# زلطن

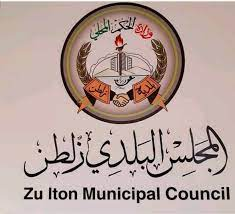

زلطن مدينة ليبية جنوبية تقع في المنطقة الغربية تبعد نحو 130 كلم غرب العاصمة طرابلس تقع في الجزء الشمالي الجنوبي الغربي من ليبيا. تحدها مدينة زوارة من الشرق، ومحلة ابي كماش (زوارة) من الغرب، والبحر الأبيض المتوسط (زوارة) من الشمال، وجنوبا مدينة رقدالين والعسة.

## السكان
وردت زلطن بكتاب معجم البلدان الليبية للمؤلف الطاهر الزاوي، بأنها مدينة تقع غرب طرابلس بنحو مئة وعشرون كلم وتسكنها قبائل خويلد وعوين وبعض الأقليات مثل النوائل والربايع والزناتة والزمازمة

## الاقتصاد
زلطن أرض رعوية تشتهر بوجود آبار المياه المتعددة، بلغت أكثر من مائة بئر رعوية، من أشهرها العوينية- شتيوة- الزوقية كما أنها تعتمد على الزراعة البعلية، وتشتهر بزيت الزيتون والتمور وبعض الموالح والتين، كما يوجد فيها أسباخ يستخرج منها الملح. كان النشاط السكاني قديماً يتمثل في الزراعة والرعي واستخراج الملح، وزلطن استوطنت منذ مئات السنين على الرغم من طبيعة سكانها البدوية، وتوجد أدلة على إعمارها قديماً من وجود آثار رومانية قديمة.
التجارة
يعتمد الاقتصاد في زلطن على التجارة، حيث أنها مدينة حدودية مع الجمهورية التونسية وبعد فتح الحدود أمام الشعبين التونسي والليبي أصبح سكان المنطقة يمارسون التجارة وشهدت المدينة نهضة عمرانيه كبيرة وبها حوالي 700 محل ومعظمها على الطريق الساحلي وتعتمد في تجارتها على السوق التونسية.
الزراعة
كما يوجد فيها نشاط زراعي مهم خصوصًا زراعة الحبوب (شعير وقمح)، وبها أشجار الزيتون والعنب والتين واللوز والنخيل.
وتعتمد الزراعة فيها على مياه الأمطار وهي بعلية.
والآن بها عدد 8 معاصر زيتون من ما يساهم في إنتاج الزيت في ليبيا ويستهلك منه جزءًا والباقى يباع للسوق المحلية في ليبيا.

## حرفة الرعي
كذلك يمارس سكان زلطن حرفة تربية الماشية وخاصة الأغنام والماعز والإبل وعدد قليل من الأبقار بالإضافة للطيور الداجنة. ويقوم عدد قليل من السكان باستخراج الملح وبيعه.
وفيها جمعية لمربى الحيوانات، لغرض توفير الأعلاف، وجمعية زراعية لتوفير المعدات الزراعية ومساعدة الفلاحين.
بعض المعلومات على زلطن[بحاجة لمصدر]:
- يوجد في زلطن أكبر الغابات في المنطقة غرب زلطن على مسافات كبيرة وتعتبر متنفس لسكان المنطقة وينتج منها الفحم

## التاريخ
يعود تاريخ المدينة إلى تاريخ موغل في القدم حيث وجدت أثار رومانية في عدة مواقع[بحاجة لمصدر] حيث كانت تعتبر محطة للقوافل التجارية المنطلقة للشرق أو الغرب ولعل الأثر الروماني المعروف باسم {القُصير} وهو تصغير لمصطلح القصر الروماني خير دليل على ذلك، بالإضافة إلى مواقع أثرية في غابة زلطن حيث وجدت بقايا لمعاصر زيتون رومانية. ولا زال بعضها تحت التنقيب والمسح من قبل مصلحة الآثار، وقد جمعت أغلب القطع الأثرية التي تدل على تاريخ المنطقة وبصدد عرضها في متحف صغير يتم إنشاؤه حالياً.
- بها أقدم المساجد بالمنطقة الغربية وهو مسجد الولي أبوالقاسم أبوشويشة وتم بناء هذا المسجد منذ حوالي 400 سنة.
- كانت زلطن قديماً ممر للقوافل القادمة من المغرب الأقصى، وبها طريق الحجاج وهى الطريق التي تعرف بالحاجية حتى الآن.
- في بداية الغزو الايطالى كانت مقر القيادة للمجاهدين أثناء معركة سيدى سعيد.
- واستشهد العديد من المجاهدين من أبنائها ضد الغزو الإيطالي من أشهرهم السلامي أبورتيمة الذي أعدم أمام الناس في طرابلس على يد الطليان سنة 1942 م [5]
- وكذلك محمدأبودربالة و محمد الحشاني و أبوالقاسم العائب و محمد الذيب و خليفة الجريبي و اصميدة الرحال في معركة سيدي سعيد شمال زلطن بعد مقاومة كبيرة من المجاهدين سنة 1911 م.

## الطبيعة الجيولوجية والمناخ
- جغرافياً طبيعتها الجيولوجية تتكوّن من تربة رملية وطينية وتعتبر زلطن من الاراضى ذات المياه المالحة .
- ومعدل الأمطار السنوية حوالي 230 ملمتر سنوياً.

ومعدل الحرارة متوسط ومناخها رطب نسبياً.

## التقسيم الإداري
بلدية زلطن: وتضم زلطن كل من: ( أبي كماش، رأس اجدير، طويلة غزالة)، وزلطن المدينة مركزها السوق القديمة والمرسال وبها عدد من القرى مثل: ( شهوب والبحيرة والأوتاد غربا، الطويلة جنوباً، البرقاية شرقاً، قطوفة شمالا).

## التعليم
بها حوالي 22 مؤسسة تعليمية بالمنطقة بها حوالي 2600 طالب وطالبة من مرحلة التعليم الأساسي إلى التعليم الثانوي.
وبها عدد أربعة كليات:
1/ كلية التربية
2/ كلية القانون
3/ كلية العلوم السياسية
4/ كلية الموارد البشرية
5/ المعهد العالي لإعداد المعلمين، والذي خرج أعداد كبيرة من التربوين على مدى حوالي 15 عام.
6/ المعهد العالي لتقنية المعلومات

## المناخ الثقافي
يوجد في منطقة زلطن مركز ثقافي تشرف عليه وزارة الثقافة والمجتمع المدني، كما تم تنظيم مهرجان للشعر كما يوجد فوج كشافة.
يوجد بها نادي السكة الرياضي الذي تأسس العام 1972، وهو حاليا يعاود نشاطة الرياضي من خلال القيام بالتدريب لجميع الفئات به لغرض المشاركة في الموسم القادم بدورى الدرجة الثانية .
كما يوجد بها بيوت شباب وقد ساهم بيوت الشباب في بعض النشاط داخل زلطن.
ويوجد بها ملتقى الاوتاد بأحد ضواحى زلطن وهو ملتقى رياظى اجتماعى يتبع وزارة الرياضة وقد نظم العديد من الدوريات في كرة القدم.
بها أهم عمل ثقافي بالمنطقة وهو مهرجان الشعر والذي كانت له مواعيد سنوية على مدى 8 دورات ويحضره عدد كبير من الشعراء والأدباء وقد سماها الشاعر على صدقي عبد القادر بسلة الفرح